# Vipérine de Tenerife
Echium wildpretii
Espèce
Classification APG II (2003)
La vipérine de Tenerife (Echium wildpretii) est une plante herbacée bisannuelle de la famille des Boraginacées qui peut atteindre 3 mètres de hauteur. On trouve la vipérine de Tenerife dans les Cañadas du Teide (îles Canaries).

## Dénomination
Noms vernaculaires :
- Espagnol : Tajinaste rojo
- Anglais : Tower of jewels

## Description

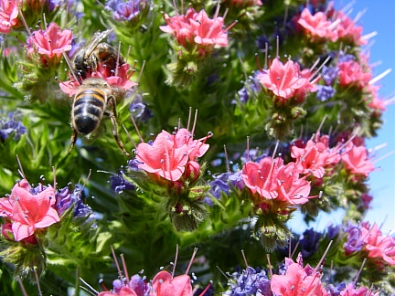
Gros plan de l'inflorescence.

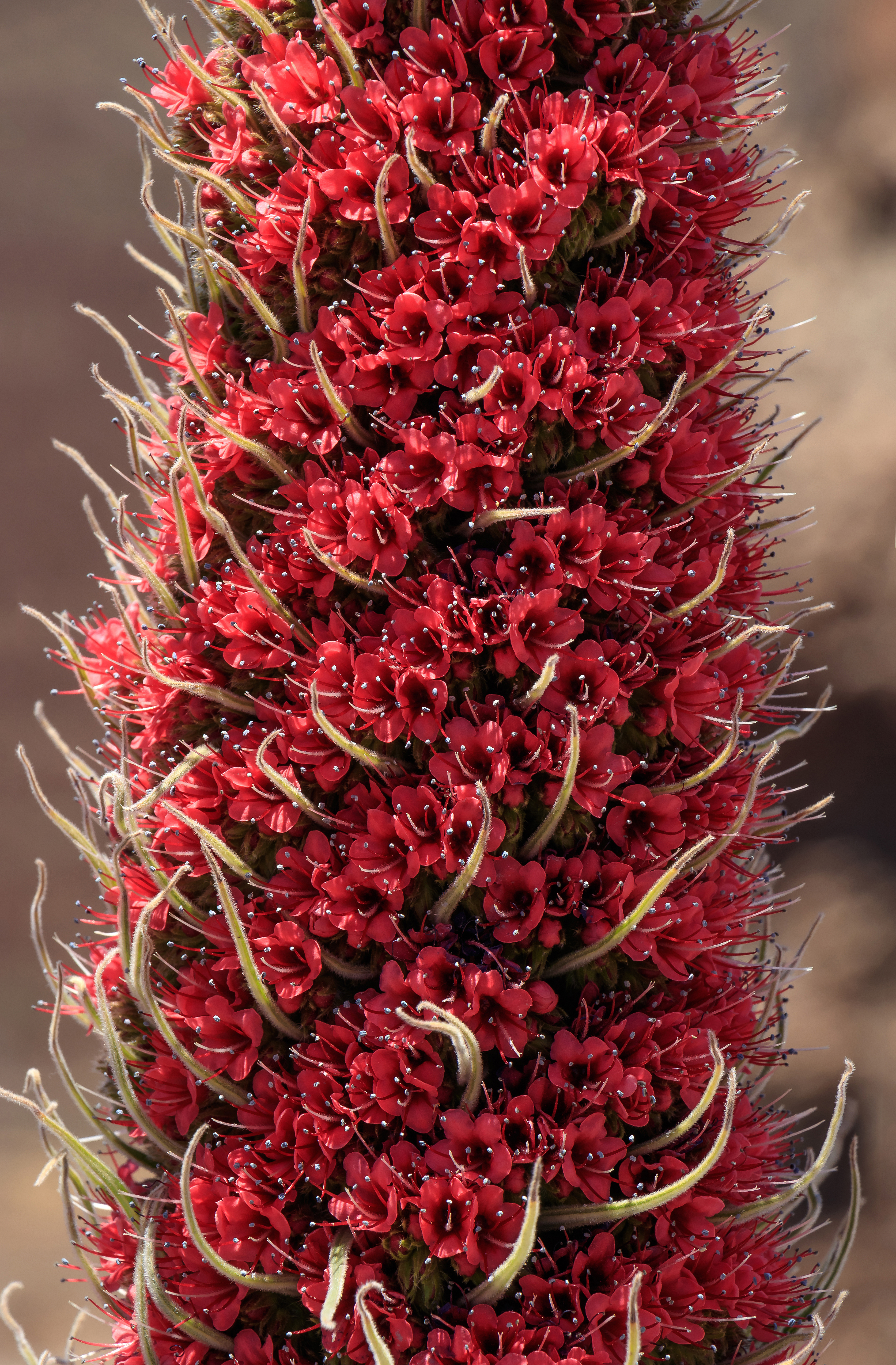
Vipérine de Tenerife, gros plan.

C'est une plante vivace, bisannuelle.
La première année, la vipérine se présente sous la forme d'une dense rosette feuillue. L'inflorescence érigée se développe ensuite, pouvant attendre de 1 à 3 mètres de hauteur, durant la deuxième année.
Feuilles persistantes lancéolées plus épaisses à leur base et allant en diminuant le long de l'inflorescence. Les fleurs ont une corolle de couleur rouge corail (à la différence de la sous-espèce trichosyphon, endémique de l'île de La Palma, dont la corolle est de couleur bleue).

## Distribution
Tenerife, Grande Canarie et La Palma.

## Caractéristiques
Organes reproducteurs
- Type d'inflorescence :
- répartition des sexes :
- Type de pollinisation :
- Période de floraison : fin du printemps et début de l'été

Graine
- Type de fruit :
- Mode de dissémination :

Habitat et répartition
- Habitat type : zone subalpine des Cañadas du Teide. Elle résiste durant l'hiver à des températures pouvant atteindre les - 5 °C